# National September 11 Memorial & Museum
National September 11 Memorial & Museum (znane również jako 9/11 Memorial & Museum) – pomnik i muzeum w Nowym Jorku upamiętniające ofiary ataków terrorystycznych z 11 września 2001 roku, w których zginęło 2977 osób (w tym ośmioro Polaków), a także zamachu bombowego na World Trade Center z 1993 roku, w którym śmierć poniosło sześć osób. Pomnik znajduje się na terenie byłego World Trade Center, w miejscu, gdzie stały bliźniacze wieże, zniszczone podczas ataków 11 września. Kompleks pamięci jest obsługiwany przez organizację non-profit, której misją jest zbieranie funduszy, programowanie i prowadzenie miejsca pamięci oraz muzeum na terenie World Trade Center.
Pomnik został zaplanowany bezpośrednio po atakach i zniszczeniu World Trade Center dla uczczenia ofiar i osób zaangażowanych w akcje ratownicze oraz odbudowę sąsiednich budynków. Zwycięzcą konkursu World Trade Center Site Memorial Competition został izraelsko-amerykański architekt Michael Arad z Handel Architects, firmy z siedzibami w Nowym Jorku i San Francisco. Arad pracował nad projektem z firmą architektoniczną Peter Walker and Partners, tworząc las dębów dwubarwnych z dwoma kwadratowymi sadzawkami lustrzanymi pośrodku, oznaczającymi miejsce, w którym stały bliźniacze wieże. W sierpniu 2006 roku World Trade Center Memorial Foundation i Port Authority of New York and New Jersey rozpoczęły ciężkie prace budowlane przy pomniku i muzeum. Projekt jest zgodny z pierwotnym planem generalnym Daniela Libeskinda, który zakładał, że pomnik będzie znajdował się w zagłębieniu 9,1 m poniżej poziomu ulicy (pierwotnie 21 m), a jednocześnie był jedynym projektem zakwalifikowanym do finału projektu, który odrzucił inny pomysł Libeskinda, aby sadzawki wystawały poza fundamenty bliźniaczych wież. World Trade Center Memorial Foundation została przemianowana na National September 11 Memorial & Museum w 2007 roku.
Uroczystość poświęcenia miejsca pamięci z okazji dziesiątej rocznicy zamachów odbyła się pod pomnikiem 11 września 2011 roku, a następnego dnia kompleks został otwarty dla zwiedzających. Muzeum zostało zaprezentowane 15 maja 2014 roku, kiedy to swoje uwagi zgłosili były burmistrz Nowego Jorku Michael Bloomberg i prezydent Barack Obama, a otwarte dla publiczności 21 maja.